# Dave Cobb
Dave Cobb (Savannah, 9 de julho de 1974) é um produtor musical norte-americano radicado em Nashville, Tennessee. Ele é mais conhecido por produzir trabalhos de artistas como Chris Stapleton, Brandi Carlile, John Prine, Sturgill Simpson, Jason Isbell, The Highwomen, Take That, Rival Sons e Zayn Malik, entre outros.

Cobb também contribuiu para a trilha sonora de "Nasce Uma Estrela" (2018), que vendeu seis milhões de cópias, e produziu a música "Always Remember Us This Way" para Lady Gaga.